# Abilkhan Amankul
Abilkhan Amankul est un boxeur kazakh né le 29 juillet 1997 à Taraz.

## Carrière
Sa carrière de boxeur amateur est marquée par une médaille d'argent remportée aux championnats du monde de Hambourg en 2017 dans la catégorie poids moyens et une médaille de bronze aux championnats d'Asie de Tachkent en 2017 toujours en poids moyens.